# Площадь Синьории
Площадь Синьори́и (итал. Piazza della Signoria) — L-образная площадь перед дворцом Палаццо Веккьо во Флоренции. Площадь была центром политической жизни во времена Флорентийской республики.

## История
В римский период на месте площади был театр. Позднее было построено 36 башен, в которых поселилось семейство Уберти, бывшее гибеллинами. В 1260 году после победы гвельфов все постройки семейства Уберти были разрушены. После этого и образовалась площадь. За свою историю она сменила несколько имён: площадь Приоров, площадь Великого герцога и площадь Нации.
На площади базировалась Синьория Флорентийской республики. Резиденцией являлся дворец Синьории (итал. Palazzo della Signoria), построенный Арнольфо ди Камбио в 1298—1310 годах. Этот дворец также известен как палаццо Веккьо. Правительство республики возглавлял Гонфалоньер справедливости (итал. Gonfaloniere della Giustizia). В правительство входили 24 приора, избиравшихся на два месяца. Весь этот период они обязаны были находиться в этом дворце, собирать Коллегии (Collegi) и принимать решения.
Если в результате голосования было необходимо кого-то казнить, то жертву помещали в каморку над залом заседаний, находившуюся в башне под колоколом. В 1433 году там был заключён Козимо Медичи, и там же в 1498 году провёл свои последние дни Джироламо Савонарола.
После прихода к власти Козимо Медичи все республиканские учреждения были ликвидированы, а сам Козимо поселился в палаццо Веккьо. В 1478 году на площади в оконных проёмах дворца были повешены заговорщики, напавшие на Лоренцо и Джулиано Медичи. 23 мая 1498 года на площади были сожжены Савонарола и два его сподвижника-доминиканца. Об этом событии напоминает круглая плита, установленная на мостовой перед Фонтаном Нептуна.

## Скульптуры на площади Синьории
Статуи площади Синьории — это не просто набор высокохудожественных произведений, но настоящий аллегорический цикл, единственный в мире в своем роде, который должен был вдохновлять правителей города по пути в Палаццо Веккьо.
Лоджия Ланци была построена в период с 1376 по 1382 год Бенчи ди Чионе и Симоне ди Франческо Таленти и предназначалась для собраний и приёмов Флорентийской республики. В настоящее время она представляет собой музей под открытым небом. Здесь установлены многочисленные скульптуры, изображающие мифологических античных героев. Шесть античных статуй с изображениями женских фигур происходят, видимо, с форума Траяна, они были обнаружены в XVI веке.
| Илл.          | Название                           | Автор                                                           | Год       | Примечание |
| ------------- | ---------------------------------- | --------------------------------------------------------------- | --------- | --- |
|               | «Мардзокко» (копия)                | Донателло                                                       |           | Лев с ирисом на щите. Ещё два каменных льва были установлены около лоджии Ланци. |
|               | «Юдифь с головой Олоферна» (копия) | Донателло                                                       | 1455-60   | Изначально была изготовлена для дворца Медичи, а после объявления республики и разграбления дворца была перенесена на площадь Синьории. |
|               | Фонтан Нептуна                     | Бартоломео Амманати                                             |           | Создан к бракосочетанию Франческо I Медичи в 1570 году. |
|               | «Давид» (копия)                    | Микеланджело                                                    | 1501-4    | Был установлен слева от входа во дворец (в 1873 году оригинал был убран в музей, а в 1910 поставили копию). Оригинальная скульптура была изготовлена во времена Второй республики (1494—1512). Под Голиафом, на предстоящей схватке с которым сосредоточен Давид, подразумевались французский король Карл VIII и римский папа Александр VI Борджиа, пытавшиеся захватить город. |
|               | «Геркулес, победивший Какуса»      | Баччьо Бандинелли                                               |           | Эта скульптура загораживает плоский камень в стене с нацарапанным человеческим профилем. По преданию, Микеланджело поспорил, что сможет высечь портрет преступника, которого собирались вешать на площади, повернувшись к изображению спиной. |
|               | Конный памятник Козимо I           | Джамболонья                                                     | 1594-8    | Памятник великому герцогу Тосканы Козимо I (1519—1574) |
| Лоджия Ланци: |                                    |                                                                 |           | |
|               | «Персей» (оригинал)                | Бенвенуто Челлини                                               | 1545—1554 | |
|               | «Похищение сабинянок»              | Джамболонья                                                     | 1582      | Установлена на площади в 1583 |
|               | «Геркулес и Несс»                  | Джамболонья                                                     |           | |
|               | «Менелай с телом Патрокла»         | античность                                                      |           | Античная статуя |
|               | «Похищение Поликсены»              | Пио Феди                                                        | 1865      | |
|               | Львы Медичи                        | Giovanni di Scherano Fancelli (левый) и Flaminio Vacca (правый) |           | |
|               | Статуя неизвестной женщины № 1     | античность                                                      |           | Идеализированная голова добавлена позже. |
|               | Статуя неизвестной женщины № 2     | античность                                                      |           | Идеализированная голова добавлена позже. |
|               | Статуя Туснельды                   | античность                                                      |           | Изображает знатную пленницу из варварского племени херусков |
|               | Статуя Матидии                     | античность                                                      |           | |
|               | Статуя Марцианы                    | античность                                                      |           | |
|               | Статуя Агриппины Младшей           | античность                                                      |           | |

Практически все скульптуры на площади Синьории являются копиями.